# Denil Maldonado
Denil Omar Maldonado Munguía (Tegucigalpa, 26 maggio 1998) è un calciatore honduregno, difensore del Rubin e della nazionale honduregna.

## Carriera

### Club
Veste la casacca del Motagua dal 2016.

### Nazionale
È stato convocato per la Gold Cup 2019.